# يان إس. إي. كارمايكل
يان إس. إي. كارمايكل (بالإنجليزية: Ian S. E. Carmichael)‏ هو عالم معادن ‏ وجيولوجي وأستاذ جامعي أمريكي، ولد في 29 مارس 1930 في لندن في المملكة المتحدة، وتوفي في 26 أغسطس 2011 في بيركيلي في الولايات المتحدة.